# Exochus flavifacies
Exochus flavifacies là một loài tò vò trong họ Ichneumonidae.